# Абс, Дэнни
Дэнни Абс (22 сентября 1923, Кардифф — 28 сентября 2014, Лондон) — валлийский британский поэт, прозаик, драматург. Один из ведущих литераторов Уэльса XX века, в творчестве которого, по мнению Британского фонда поэзии, прослеживается влияние Филипа Ларкина, Дилана Томаса, а также военная тематика Эдварда Томаса. Командор Ордена Британской империи (CBE) (2012 год).

## Биография
Дэнни Абс родился в Кардиффе (Уэльс) в семье владельца нескольких кинотеатров Южного Уэльса Рудольфа Абса. Дэннис — младший брат политика Лео Абса и известного в профессиональных кругах психоаналитика Уилфреда Абса. Начал изучать медицину в колледже Уэльса, позже в Кингс-колледже (Лондон). С раннего детства был страстным болельщиком футбольного клуба «Кардифф Сити», что в будущем нашло отражение а его литературном творчестве, сам активно занимался спортом. Длительное время, более 30 лет, совмещал создание поэтических произведений с медицинской практикой. Его первое издание «За всякою зеленью» (англ. After Every Green Thing) было опубликовано в 1949 году. В 1954 году выходит его автобиографическая работа «Прах на рукаве» (англ. Ash on a Young Man's Sleeve). С 1983 года Абс — член Королевского литературного общества.
В предисловии к «Collected Poems 1948—1976» Абс отметил, что его стихи всё чаще «основаны на реальном опыте», как бытовом, так и профессиональном, и многие из них демонстрируют примирение еврейских и валлийских тем и традиций.
Поэт получил много литературных премий и стипендий. В 1971 и 1987 годах ему присуждались премии Валлийского совета по искусству. В 1989 году он получил степень почётного доктора Уэльского университета.
Абс в течение нескольких десятилетий жил на северо-западе Лондона, в основном вблизи Хампстеда.
В 2005 году в результате автомобильной аварии его жена Джоан погибла, Дэнни был ранен: сломал ребро. Через два года он публикует мемуары с воспоминаниями о жене, которые становятся книгой года в Уэльсе. В 2009 году Абс публикует собрание своих сочинений. В том же году он получил поэтическую премию Уилфреда Оуэна. В 2012 году Елизавета II присваивает Абсу титул командора Ордена Британской империи (CBE) за заслуги в поэзии и литературе.

Дэнни Абс умер 28 сентября 2014 года в возрасте 91 года. В некрологе на смерть Абса «The Telegraph» так характеризовала противоречивые грани судьбы поэта: 
Британец — еврей, англичанин — валлиец, оптимист — скептик, буржуа — богема, поэт — врач